# Кампу Маре (Горж)
Кампу Маре (рум. Câmpu Mare) насеље је у Румунији у округу Горж у општини Скоарца. Oпштина се налази на надморској висини од 289 m.

## Становништво
Према подацима из 2002. године у насељу је живело 57 становника, од којих су сви румунске националности.